# Koreatown (Manhattan)

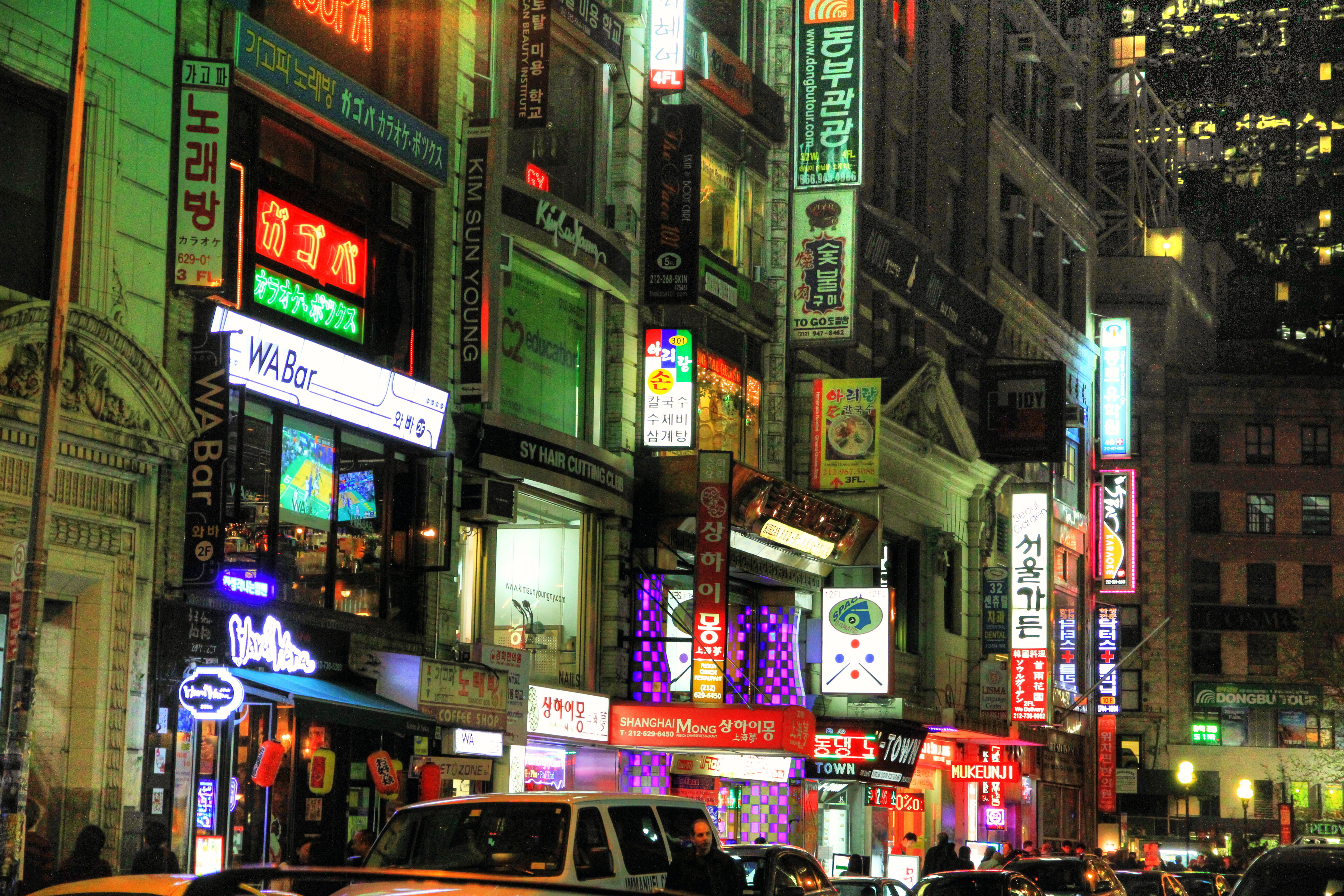
Koreatown v noci (2013)

Koreatown (hovorově K-town) je místní část Manhattanu v New Yorku, která je obecně ohraničena 31. a 36. ulicí, Pátou a Šestou Avenue. Nachází se v části Midtown Manhattan. Nejhustěji obydlená část K-townu se nachází na 32. ulici mezi Pátou Avenue a Broadway a oficiálně se nazývá Korea Way. Funguje především jako korejská obchodní čtvrť.